# Сунь Ивэнь
Сунь Ивэ́нь (кит. упр. 孙一文, пиньинь Sūn Yīwén, род. 17 июня 1992, Цися) — китайская фехтовальщица на шпагах, победительница Олимпиады 2020 года в Токио в личном зачёте, двукратный призёр летних Олимпийских игр 2016 года, двукратная чемпионка мира в командной шпаге, победительница Азиатских игр 2014 и 2018 годов, многократная победительница этапов Кубка мира.

## Биография
Заниматься фехтованием Сунь Ивэнь начала в 2006 году в городе Яньтай, провинция Шаньдун. С 2013 года Ивэнь начала представлять Китай на крупнейших международных соревнованиях. В марте 2013 года на дебютном для неё чемпионате мира китаянка в составе сборной стала серебряным призёром. В 2015 году Сунь Ивэнь стала чемпионкой мира в командной шпаге.
На летних Олимпийских играх Сунь Ивэнь дебютировала в 2016 году. В Рио-де-Жанейро китайская фехтовальщица выступала и в индивидуальном, и в командном зачёте. В личном первенстве Сунь Ивэнь, посеянная на турнире под 8-м номером, дошла до полуфинала соревнований. В четвертьфинале китаянка смогла победить лидера мирового рейтинга Сарру Бесбес из Туниса 14:11. В финальных поединках Сунь Ивэнь сначала уступила итальянке Росселле Фьяминго 11:12, а затем в матче за бронзовую медаль победила француженку Лоран Рамби 15:13. В командном турнире сборная Китая последовательно победила спортсменок из Украины и Эстонии и вышла в финал, где встретилась с румынскими шпажистками. В решающем раунде Сунь Ивэнь приняла участие в одном поединке против Симоны Герман и уступила той 2:4. По результатам всех девяти поединков сильнее также оказалась сборная Румынии 44:38, а китайские фехтовальщицы стали обладателями серебряных наград.
В 2018 году Сунь Ивэнь завоевала вторую значимую награду в личном зачёте. На Азиатских играх китайская фехтовальщица стала второй, уступив в финале кореянке Кан Ён Ми. При этом в командном зачёте, как и на Играх 2014 года Сунь Ивэнь завоевала золотую награду. В 2019 году Сунь Ивэнь стала двукратной чемпионкой мира, выиграв золото в командном зачёте.